# سیارک ۹۱۳۹۵
سیارک ۹۱۳۹۵ (به انگلیسی: 91395 Sakanouenokumo، نامگذاری:1999LM1) نود و یک هزار و سیصد و نود و پنجمین سیارک کشف شده‌است که در ۵ ژوئن ۱۹۹۹ کشف شد.